# Kwai Lun-mei
Kwai Lun-mei (née le 25 décembre 1983 ; chinois traditionnel : 桂綸鎂 ; chinois simplifié : 桂纶镁) est une actrice de Taïwan. Elle arrive à Lyon en septembre 2004 pour étudier à l'université Jean Moulin Lyon 3 et termine ses études à l'Université de Tamkang (Taïwan) au département de français (淡江大學).
Elle est sacrée meilleure actrice de l'année aux Golden Horse Festival Awards le 24 novembre 2012 à Taïwan.

## Filmographie
- 2002 : Blue Gate Crossing de Yee Chin-yen (en) : Mönn Kre-Jo
- 2003 : Sound of Colors
- 2004 : The Passage
- 2007 : Secret de Jay Chou
- 2007 : The Most Distant Course
- 2008 : Parking
- 2008 : Séance familiale
- 2008 : All About Women de Tsui Hark : Tie Ling
- 2010 : Taipei Exchanges
- 2010 : Océan Paradis
- 2010 : Sin yan (zh-yue)
- 2010 : Rest on Your Shoulder
- 2010 : I Love You So Much
- 2011 : Quan Qiu Re Lian
- 2011 : Good and Bad in Life
- 2011 : Starry Starry Night
- 2011 : 10+10
- 2011 : Kiss, His First
- 2011 : Dragon Gate, la légende des sabres volants de Tsui Hark
- 2012 : Drug War de Johnnie To
- 2014 : Black Coal de Diao Yi'nan
- 2019 : Le Lac aux oies sauvages de Diao Yi'nan
- 2024 : Week-end à Taipei (Weekend in Taipei) de George Huang (en)